# Cougar Marching Band
A Cougar Marching Band a Washington State Cougars indulózenekara, amely több mint 250 tagjával minden hazai és egyes vendéghelyszínen játszott amerikaifutball-mérkőzés elején játszik.
A zenekar igazgatója Dr. Troy Bennefield, igazgatóhelyettesei pedig Brent Edwards, Dr. Sarah Miller és. Dr. A.J Miller. A Cougar Marching Band mottója: „Best in the West” („legjobb a nyugaton”).
A tagok fuvolán, piccolón, szaxofonon (alt és tenor), trombitán, mellofonon, harsonán, baritonkürtön, szouszafonon, pergődobon és cimbalmon játszanak, ezeken felül pedig basszus és tenorhangok, valamint zászlóvivők és táncosok is feltűnnek.

## Fordítás
Ez a szócikk részben vagy egészben  a   Cougar Marching Band című angol Wikipédia-szócikk ezen változatának fordításán alapul.  Az eredeti cikk szerkesztőit annak laptörténete sorolja fel. Ez a jelzés csupán a megfogalmazás eredetét és a szerzői jogokat jelzi, nem szolgál a cikkben szereplő információk forrásmegjelöléseként.